# Leo Tendler
Pantaleon „Leo“ Tendler (* 31. Dezember 1881 in Oberdollendorf; † 5. Mai 1975) war ein deutscher Politiker (Zentrum, CDU). Er war von 1929 bis 1935 Gemeindevorsteher und von 1945 bis 1961 Bürgermeister der nordrhein-westfälischen Gemeinde Oberdollendorf, die 1969 in die Stadt Königswinter eingegliedert wurde.

## Leben und Wirken
Tendler besuchte die Volksschule in Oberdollendorf. Dort diente er an der katholischen Pfarrkirche St. Laurentius zunächst als Messdiener und anschließend als Küster. Von seinem Vater übernahm Tendler 1907 einen Kolonialwarenladen, zudem hatte er einen Weinberg in der Gemarkung Niederdollendorf geerbt. Ab 1911 war er Vorstandsmitglied der Spar- und Darlehenskasse Oberdollendorf. 1921 gründete Tendler gemeinsam mit anderen Winzern 1921 eine Brennerei zur Verwertung der Rückstände der Weinkelterei, die auch den Obstbauern in der Umgebung diente. Später kam eine Mosterei hinzu. 1929 gründete Tendler den örtlichen Winzerverein als Winzergenossenschaft, dessen Vorsitz er innehatte. Zudem war er Geschäftsführer des Weinbauverbands Siebengebirge, der Interessenvertretung der Winzer im Siebengebirgsraum. Im selben Jahr wurde Tendler bei den Kommunalwahlen für die Zentrumspartei in den Gemeinderat von Oberdollendorf gewählt, der ihn zum Gemeindevorsteher bestimmte. In seiner ersten Amtszeit wurden unter anderem auf seine Initiative hin zur Arbeitserleichterung für die Winzer mit Hilfe staatlicher Zuschüsse von 1930 bis 1932 die Winzerwege in den Weinbergen angelegt. 1932 übernahm er den Vorsitz der Spar- und Darlehenskasse Oberdollendorf.
Nach der nationalsozialistischen Machtergreifung blieb Tendler im Amt. In diesem bestätigte ihn die im März 1933 gewählte Gemeindevertretung, in der das Zentrum die Mehrheit hatte, am 4. April durch Zuruf. Auf derselben Sitzung gab Tendler bei seiner Ansprache als neugewählter Gemeindevorsteher eine Distanzierung von Adolf Hitler zu erkennen.:321 f. Nachdem der kommissarische Amtsbürgermeister des Amtes Oberkassel Pott im Mai 1933 zunächst keine Bedenken gegen eine Bestätigung Tendlers angemeldet hatte, bat er am 8. Juni den Landrat um eine vorläufige Aussetzung derselben mit dem Hinweis auf gegen ihn geäußerte Vorwürfe. Noch in seinem Amt unbestätigt, trat Tendler im Oktober 1933 gemeinsam mit weiteren Gemeinderäten des Zentrums als Hospitant der NSDAP-Fraktion bei, jedoch weiterhin nicht der Partei.:322  Erst im Januar 1935 entschied der neue Amtsbürgermeister Tersteegen für einen Verbleib Tendlers im Amt des ehrenamtlichen Gemeindevorstehers (nunmehr Gemeindeschulze genannt), seine Berufung durch den Landrat erfolgte am 25. Februar 1935. Da Tendler und seine Familie keine Mitgliedschaften in NS-Organisationen vorzuweisen hatten – er selbst war aus dem Kyffhäuserbund und der NS-HAGO nach kurzer Zeit wieder ausgetreten – und stattdessen weiterhin der katholischen Kirche Treue erwiesen, blieb er Anfeindungen durch die Nationalsozialisten ausgesetzt. Nachdem diese sich im Juni 1935 im Zuge der allgemeinen politischen Entwicklung gegenüber vormaligen Zentrumspolitikern verschärft hatten:324, stellte der Amtsbürgermeister am 18. Juli 1935 den Antrag an den Landrat zur Abberufung Tendlers wegen politischer Unzuverlässigkeit einschließlich nicht systemkonformer Handlungen und äußerem Auftreten. Angeführt wurde unter anderem eine Aufforderung Tendlers an die Gemeinderatsmitglieder zur Teilnahme an der Fronleichnamsprozession.:324 Der Landrat entsprach der Bitte des Amtsbürgermeisters jedoch erst in Folge eines Zwischenfalls von Anfang September 1935, bei dem Tendler auf der Straße mit zwei uniformierten SA-Männern aneinandergeraten war.:324  Im Anschluss an diesen Vorfall bestand er darauf, von allen Bürgern der Gemeinde respektiert zu werden. Zudem wurde ihm nun angelastet, dass er in einem Schreiben an den Landrat angeblich nur auf seine nationale, nicht auf die von Ortsgruppenleiter und Amtsbürgermeister angemahnte nationalsozialistische Zugehörigkeit hingewiesen hatte. Schließlich wurde Tendler am 7. Oktober 1935 vom Landrat als Gemeindevorsteher abberufen; somit wurden nun alle Ämter und Gemeinden im Siebengebirgsraum von NSDAP-Mitgliedern geleitet.:325 1938 verwahrte sich Tendler dagegen, in seinem Laden ein Schild aufzuhängen, das Juden den Einkauf untersagte. Zudem unterhielt er noch bis nach Beginn des Zweiten Weltkriegs 1939 Kontakt zu einem nach Köln verzogenen jüdischen Metzger aus Oberdollendorf. In den letzten Kriegstagen in der Region wurde sein Haus durch Artilleriebeschuss beschädigt und Tendler mit seiner Familie verschüttet, aber durch deutsche Soldaten gerettet.
Nach Kriegsende wurde Tendler vom amerikanischen Ortskommandanten zum Bürgermeister von Oberdollendorf bestimmt. Später trat er der CDU bei. In seiner neuen Amtszeit engagierte sich Tendler weiterhin für den Weinbau im Siebengebirgsraum. Er war Mitglied einer von der Landwirtschaftskammer Rheinland neu eingerichteten Prüfungskommission, die eine jährliche Weinprämierung durchführte. Für Neuanpflanzungen wurde auf seine Anregung hin eine Rebschule gegründet. 1961 endete Tendlers Amtszeit als Bürgermeister. Zu seinem Abschied wurde er zum ersten Ehrenbürger der Gemeinde Oberdollendorf ernannt und blieb die einzige mit dieser Ehrung ausgezeichnete Person. 1962 gründete Tendler den Heimatverein Oberdollendorf und Römlinghoven mit und wurde zu dessen erstem Vorsitzenden gewählt. Er war noch bis zu seiner Auflösung im Jahre 1967 Vorsitzender des Winzervereins; viele weitere Ortsvereine verliehen ihm die Ehrenmitgliedschaft oder ernannten ihn zum Ehrenvorsitzenden.
Tendler wurde auf dem Alten Friedhof Oberdollendorf beigesetzt. Nach ihm benannt sind in dem Stadtteil die Leo-Tendler-Turnhalle an der Römlinghovener Straße (seit 1954) und die 1979 eingeweihte Leo-Tendler-Anlage mit dem Caesariusdenkmal von Ernemann Sander (1991) an der Ecke Cäsariusstraße/Heisterbacher Straße.

## Ehrungen
- 1952: Ehrenblatt der Landwirtschaftskammer Rheinland für besondere Leistungen auf dem Gebiet des Weinbaues[2]
- 1957: Bundesverdienstkreuz am Bande[1][2]
- 1960: Ehrenkreuz Pro Ecclesia et Pontifice[1][2]
- 1961: Ehrenbürger von Oberdollendorf (ab 1969 der Stadt Königswinter)[1]